# Cultura pucará
Pucará fue una cultura arqueológica que se desarrolló en el altiplano del actual departamento peruano de Puno. 
Pucará se desarrolló en el sector nor-occidental de la cuenca del Lago Titicaca, y tuvo como centro al sitio de Pukará de donde justamente deriva el nombre dado a la cultura.  Según los especialistas de la región (Tantaleán, etc.), tuvo dos fases de desarrollo dentro del período llamado Formativo: Formativo Medio (1400 a 550 a. C.), y Formativo Tardío (550 a. C. a 400 d. C.). Desarrollaron, especialmente en la segunda fase, una escultura y una cerámica vigorosas muy particulares 
La cultura Pukara tiene origen milenario, viene de la voz Puquina Pukara que significa fortaleza o baluarte de defensa, fue una cultura preinca y contemporanéa a Tiahuanaco, cultura a las que dio origen.

## Descubrimiento científico
En 1925 Luis E. Valcárcel fue el primer estudioso que llega al pueblo de Pucará para investigar los restos arqueológicos que se encontraban a las afueras de la ciudad. Como él mismo mencionaba, “ningún arqueólogo antiguo o moderno había examinado los monumentos de que es poseedor este pueblo"(Valcárcel 125b:14). 
Este descubrimiento fue registrado en la Revista Universitaria número 48 de la universidad del Cusco, en ella se indica que la expedición se realizó entre el 14 y el 20 de julio de 1925. Valcárcel fue acompañado por José Frisancho y por el destacado dibujante Victor Guillén.
En el lugar se desenterraron cerámicos y numerosas piezas líticas, entre las más resaltantes están el “Sacrificador”o "Nakaj", la “Pilastra de la lluvia” y “El gato lacustre”. Igualmente en su informe resaltó los "templos" del sector llamado Qalasaya, indicando su similitud con los de Tiahuanaku.
En las conclusiones señala que Pucará debió ser ciertamente una plaza militar y un centro industrial (alfarero) de primer orden. Más adelante publicaría varios estudios en la Revista del Museo Nacional (1932), en ellos Valcárcel planteó la relación de la cultura Pucará con la cultura Nasca y determinó el lugar, "como otro gran centro de la cultura del Altiplano".
Valcárcel dice, "para la averiguación de los tiempos preinkaicos el descubrimiento de Pukara constituye un verdadero acontecimiento. Es un fundadísimo "posible" que la Gran Cultura Andina se expandió por las mesetas peruanas, derramándose después a los valles de la costa y de la sierra. Pukara es un jalón en el gigantesco recorrido de la Raza". (Valcárcel 1925:21).

## Introducción
El pueblo de Pukará, en el Departamento de Puno, con una extensión aproximada de 6 kilómetros cuadrados constituyó el primer asentamiento propiamente urbano del altiplano lacustre. Se desarrolló en el actual Departamento de Puno a orillas del Lago Titicaca.
Su esfera de influencia, llegó por la Sierra Norte hasta el valle del Cuzco y por el sur hasta Tiahuanaco. En la costa del Pacífico se han encontrado evidencias Pucara en los valles de Moquegua y Azapa (Arica - Chile), aunque hay evidencias de su presencia en la región de Iquique y hasta en la desembocadura del río Loa.
Pukará representa, en la cuenca norte del lago Titicaca, el dominio pleno del hombre sobre el medio ambiente, ya que no solo fueron controlados todos los recursos naturales disponibles, sino que además se criaron otros nuevos. Los camellones de cultivo que permitían la agricultura en terrenos inundables a orillas del lago Titicaca, aseguraban una agricultura de altura intensiva.
La domesticación de la alpaca para obtención de lanas seleccionadas, hipótesis en parte confirmada por la presencia de cantidad de animales adultos en las excavaciones. En todo caso, es evidente que el tejido cumplía un rol muy importante dentro de la economía urbana, y era utilizada en el intercambio a larga distancia.
Durante esa época se adquieren complejos conocimientos sobre la hidráulica y la construcción y es a partir de ella que los pobladores del altiplano comienzan a controlar directamente pisos ecológicos diversos estableciendo colonias permanentes en el valle interandino del Cuzco y de Moquegua en la vertiente occidental de los Andes, estrategia de desarrollo posteriormente consolidada y potenciada por los Tiahuanaco.

## El núcleo principal: Pukará

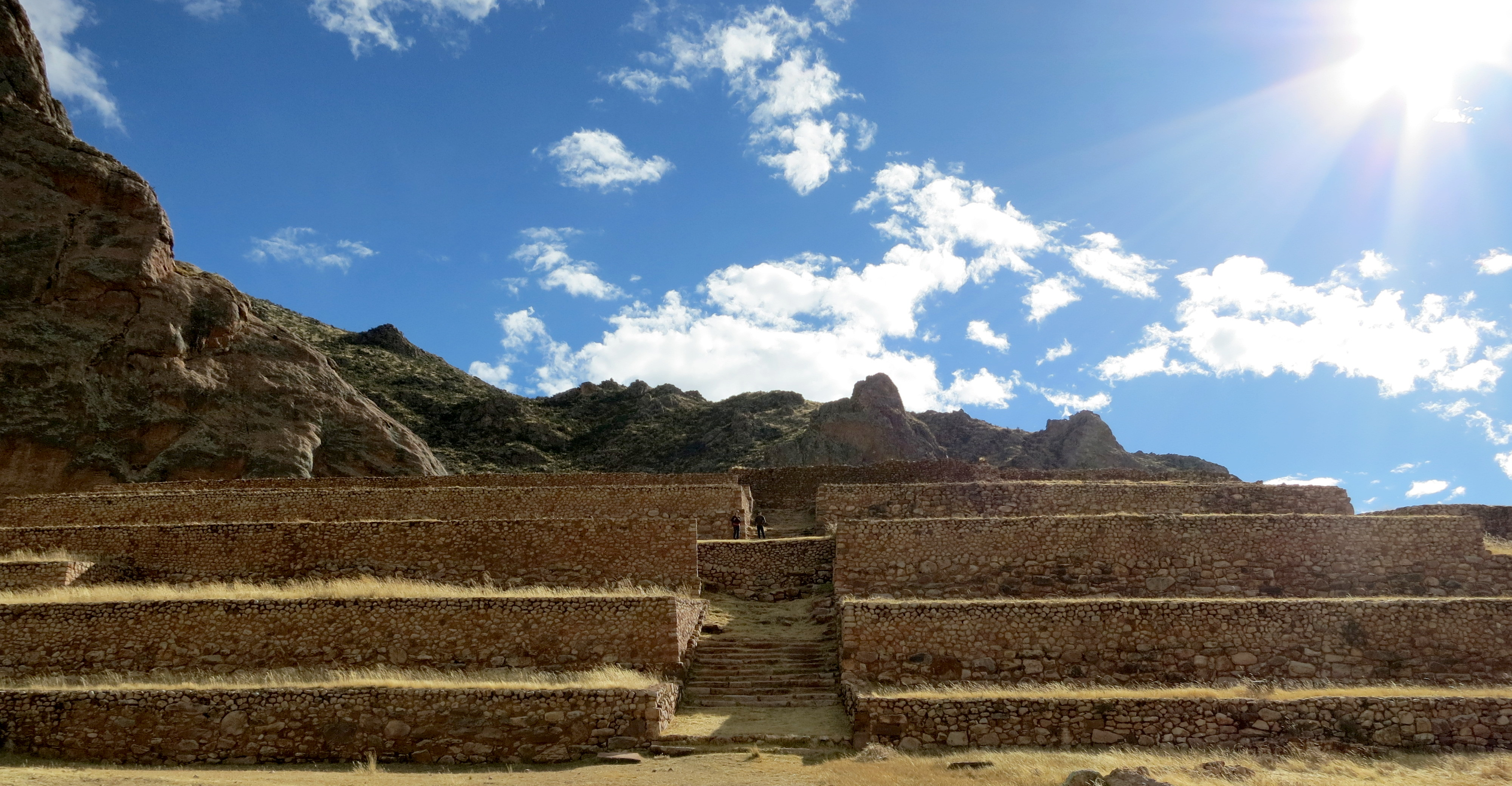
El sitio arqueológico de Pukara.

La cultura Pukará se caracterizó por una jerarquía de sitios compuesta por núcleo principal, varios centros de menor tamaño y aldeas dispersas por la cuenca norte del Titicaca planta circular elaboradas de piedras unidas con mortero de barro. La densidad de estas casas reflejan una ocupación permanente y compacta.
- Un conjunto de estructuras domésticas muy complejas organizadas a modo de recintos cerrados dispersos por la antigua terraza aluvial; que indican especialización y jerarquía dentro del sitio.
- Tres conjuntos de estructuras masivas no domésticas.
- Seis construcciones de forma piramidal escalonada truncada de carácter ceremonial las cuales reflejan una gran concentración de mano de obra y el acceso a suficientes excedente alimenticio como para mantenerla, además de los conocimientos técnicos para su construcción y la organización social y política para su dirección.
- Un último sector de túmulos funerarios.

La estructura más importante es Pirámide Kalassaya, de 300 metros de largo, por 150 metros de ancho y 30 metros de altura, en Pucara Puno - Perú
Pucará está localizado en el centro de zonas alternativas de producción. El altiplano del Titicaca es imprevisible debido a las alternancias climáticas diarias así como a las irregularidades de los regímenes pluviales anuales. Las zonas ubicada a orillas del lago y hacia el lado oriental del altiplano son más estables y productivas; mientras que las orientadas hacia el norte y occidente son más inestables y de menor rendimiento. La ubicación de Pucará en el centro de estos dos ejes permitía el acceso inmediato a cualquiera de las alternativas, subsanando cualquier deficiencia productiva y minimizando los riesgos.

## Los centros secundarios y las aldeas
Coetáneos al sitio mayor de Pucará, y partícipes en la misma estructura política, se encuentran otras ocupaciones con características diferentes.
Por un lado, los denominados "centros secundarios", que se caracterizan por tener una arquitectura compleja y refinada, aunque nunca de la misma magnitud que el sitio de Pucará, y que debieron tener una función administrativa. El tercer tipo de asentamiento son aquellos cuyos restos materiales reflejan poca concentración poblacional y ausencia de arquitectura monumental. Se trata de pequeñas aldeas ubicadas en lugares estratégicos en relación con fuentes de agua, de materia prima y recursos agrícolas y pastoriles.
- Textilería: tejieron hermosas telas con lana de alpaca, las que decoraban con motivos variados y colores vivos.
- Cerámica: elaboraron una bellísima cerámica, cuya forma más característica fue un vaso de boca ancha con una base muy gruesa. Esta pieza representa a un ser de rasgos felino.
- Escultura: sobresalen las numerosas estatuas y estelas de piedra que representan tanto a seres híbridos como animales, vegetales y figuras geométricas.

## Influencias a Tiwanaku

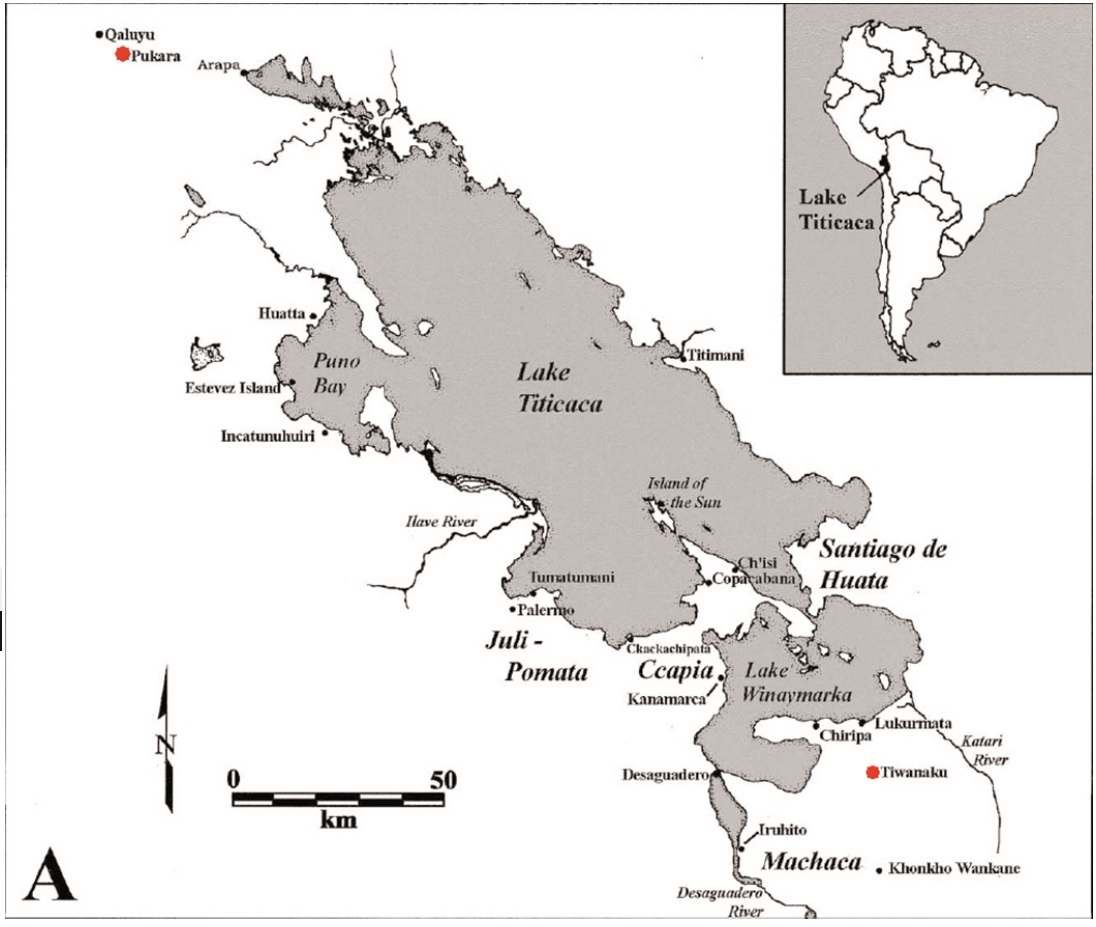
Extensión norte a sur de la Cultura Pukara (550 a. C.) y Tiwanaku (45 d. C.).

Durante el período conocido como Formativo Tardío, Pukará –formación social de la cuenca norte del Titikaka– produjo una estatuaria lítica cualitativa y cuantitativamente importante. Siempre se ha dicho que cuando los Inkas llegaron a Tiwanaku, ya en ruinas para entonces, quedaron maravillados y lo tomaron como un lugar sagrado. Parece que similar cosa ocurrió siglos antes cuando fueron los tiwanakotas los que posiblemente se maravillaron ante Pukará. Por eso, una vez ocupados los asentamientos pukará por gente de Tiwanaku, es probable que los mandatarios de esta formación social hubiesen tomado al sitio de
Pukará como un lugar sagrado, y hasta tal vez lo asumieron como su paqarina o lugar de origen, como un imaginario. Copiaron su modelo arquitectónico y lo trasladaron a su capital en el valle de Tiwanaku, en la cuenca Sur. Es posible que en ese momento, las esculturas de Pukará se hubiesen convertido en objetos de gran valor religioso y ritual, siendo su posesión símbolo de poder y prestigio.
Este masivo traslado de esculturas desde la cuenca Norte del lago, hacia la capital estatal de Tiwanaku, hay que entenderlo –por tanto– como un gran Proyecto de Estado promovido por las élites dirigentes y ejecutado por contingentes humanos dirigidos por los sabios de la época que bien podrían llamarse ingenieros. Hay que añadir, que no solo las esculturas de Pukará fueron objeto de veneración y apetencia durante la época clásica de Tiwanaku. También lo fueron esculturas del Formativo Medio que han sido encontradas entre sus ruinas. El caso más claro y mejor documentado se refiere al llamado “monolito barbado” o estela 15 que en las excavaciones que Bennett practicó en el templete semisubterráneo en 1932, apareció junto al gigante monolito llamado precisamente “Bennett” o estela 10.
La colección que se posee de esculturas pukará en Tiwanaku, debe proceder de distintos asentamientos de la esfera Pukará, procedente de una época anterior al desarrollo de Tiwanaku. Siglos después Tiwanaku, al parecer, también incorporó en su culto, y para el mantenimiento de su hegemonía, estrategias similares a las de Pukará. Un ejemplo notable de ello serían los llamados “chachapumas”, aparentemente sacerdotes con el rostro cubierto por una máscara felínica que sacrificaban individuos cortándoles la cabeza. Un singular estilo escultórico de esta cultura nos sirve hoy de testigo de aquello.